# 帕里尼拉罗斯
帕里尼拉罗斯（法語：Parigny-la-Rose，法語發音：[paʁiɲi la ʁoz]）是法国涅夫勒省的一个市镇，属于克拉姆西区。

## 地理
帕里尼拉罗斯（47°19'40"N, 3°26'33"E）面积8.77 平方千米，位于法国勃艮第-弗朗什-孔泰大區涅夫勒省，该省份为法国中部省份，北至约讷省，西北接卢瓦雷省，西接谢尔省，南至阿列省，东南接索恩-卢瓦尔省，东临科多尔省。
与帕里尼拉罗斯接壤的市镇（或旧市镇、城区）包括：瓦尔济、坎西莱瓦尔济、伯夫龙、舍瓦讷-尚日、马尔西、塔科奈。

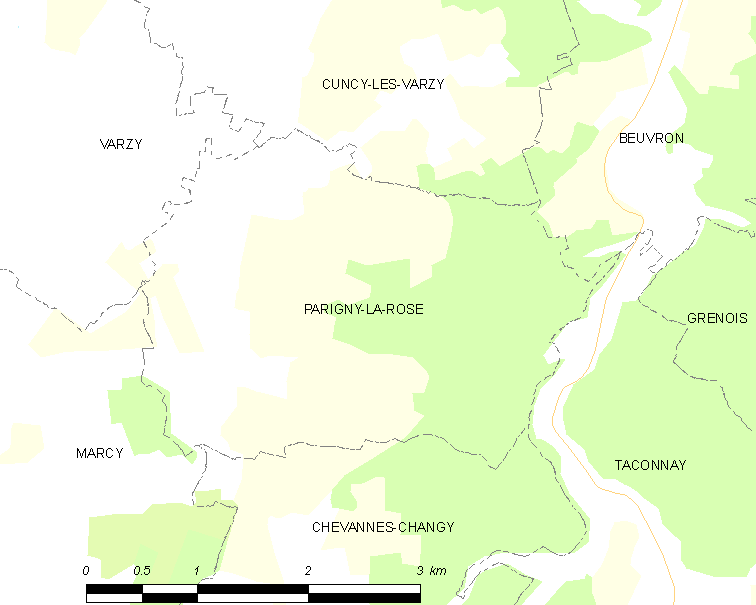
帕里尼拉罗斯的OSM定位图

帕里尼拉罗斯的时区为UTC+01:00、UTC+02:00（夏令时）。

## 行政
帕里尼拉罗斯的邮政编码为58210，INSEE市镇编码为58206。

## 政治
帕里尼拉罗斯所属的省级选区为克拉姆西县。

## 人口

1962-2008年间帕里尼拉罗斯人口变化图示

帕里尼拉罗斯于2022年1月1日时的人口数量为33人。